# میتل
میتل (انگلیسی: Mitel) شرکت مخابرات کانادایی است، که در سال ۱۹۷۳ تأسیس شد.